# 斯泰普爾頓 (喬治亞州)
斯泰普爾頓（英語：Stapleton）是一個位於美國喬治亞州傑佛遜縣的城市。

## 地理
斯泰普爾頓的座標為33°12′57″N 82°28′05″W / 33.21583°N 82.46806°W，而該地的平均海拔高度為134米（即440英尺）。

## 人口
根據2010年美國人口普查的數據，斯泰普爾頓的面積為4.50平方千米，當中陸地面積為4.50平方千米，而水域面積為0.00平方千米。當地共有人口438人，而人口密度為每平方千米97.33人。